# Onychogomphus annularis
Onychogomphus annularis – gatunek ważki z rodziny gadziogłówkowatych (Gomphidae).